# Walter Graf (Bobfahrer)
Walter Graf (* 3. März 1937 in Zürich; † 2. Februar 2021 in Lausanne) war ein Schweizer Bobsportler.
Seinen internationalen Erfolg erreichte er 1968. Bei der Bob-Europameisterschaft 1968 siegte er zusammen mit Hans Candrian, Willi Hofmann und Walter Graf im Viererbob. Kurz darauf gewannen die vier Schweizer die Bronzemedaille bei den Olympischen Winterspielen 1968 in Grenoble. Graf zog sich bald nach den Spielen aus dem aktiven Sport zurück, aber engagierte sich noch lange Jahre ehrenamtlich für den Sport. Er war Leiter der Bob-Delegation bei den Olympischen Winterspielen 1972 in Sapporo und wirkte noch in der Organisation 1976 mit.
Im zivilen Beruf war er Manager.

## Erfolge
- Olympia-Bronzemedaille Grenoble 1968
- Europameister 1968